# Eugnathogobius
Eugnathogobius is een geslacht van straalvinnige vissen uit de familie van grondels (Gobiidae).

## Soorten
- Eugnathogobius indicus Larson, 2009
- Eugnathogobius kabilia (Herre, 1940)
- Eugnathogobius mas (Hora, 1923)
- Eugnathogobius microps Smith, 1931
- Eugnathogobius mindora (Herre, 1945)
- Eugnathogobius polylepis (Wu & Ni, 1985)
- Eugnathogobius siamensis (Fowler, 1934)
- Eugnathogobius stictos Larson, 2009
- Eugnathogobius variegatus (Peters, 1868)